# Exclusive Records

Joe Liggins & His Honeydrippers - The Honeydripper

Exclusive Records war ein amerikanisches Musiklabel des Rhythm and Blues, das von 1944 bis 1949 bestand.
Das Label Exclusive Records mit Sitz in Los Angeles war eine der Unternehmungen des Songwriters und Musikproduzenten Leon René (1902–1982), die er teilweise mit seinem Bruder Otis René (1898–1970), dem Inhaber von Excelsior Records führte. Leon hatte in den 1930er-Jahren für Decca Records gearbeitet; in den frühen 1940er-Jahren besaßen die René-Brüder die Label Ammor und Make Believe Ballroom.
Erste Veröffentlichung des Labels war „Mexico Joe“ von Ivie Anderson; auf Exclusive erschienen bis 1949 Aufnahmen von Ernie Andrews, Buddy Baker, Basin Street Boys, Clifford Blivens, Charles Brown, Red Callender, Vivian Garry, Edgar Hayes, Smokey Hogg, Herb Jeffries, Joe Liggins, Big Jay McNeely, Jack McVea, Johnny Moore, Mabel Scott, Frantic Fay Thomas und Frances Wayne. Im Januar 1950 war das Unternehmen insolvent und stellte seine Geschäftsaktivitäten ein.